# あま市立七宝中学校
あま市立七宝中学校（あましりつ しっぽうちゅうがっこう）は、愛知県あま市にある公立中学校。

## 概要
- あま市立七宝小学校校区、及びあま市立伊福小学校校区の生徒が通学する[1] [2]。
- 旧・海部郡七宝町の中学校であった。

## 沿革
- 1947年（昭和22年）4月 - 七宝村立七宝中学校として開校。七宝村立七宝小学校の校舎の一部を仮校舎とする。
- 1948年（昭和23年）9月 - 現在地に校舎が完成し、移転する。
- 1966年（昭和41年）4月1日 - 七宝村が町制施行し、七宝町となる。同時に七宝町立七宝中学校に改称する。
- 1980年（昭和55年）4月 - 七宝町立北中学校を分離する。
- 2010年（平成22年）3月22日 - 七宝町、美和町、甚目寺町が合併し、あま市が発足。同時にあま市立七宝中学校に改称する。

## 交通アクセス
- 名鉄バス名古屋・津島線【40系統・41系統・43系統・44系統】「安松」バス停より徒歩約3分。
- あま市巡回バス南部巡回ルート「七宝公民館」バス停より徒歩約2分。
- 名鉄津島線七宝駅下車、徒歩約40分。

## 周辺施設
- あま市七宝庁舎
- 七宝公民館
- 七宝こども園
- 七宝総合体育館
- 愛知県立美和高等学校
- あま市立七宝小学校
- あま市立秋竹小学校